# Zlepniczek walcowaty

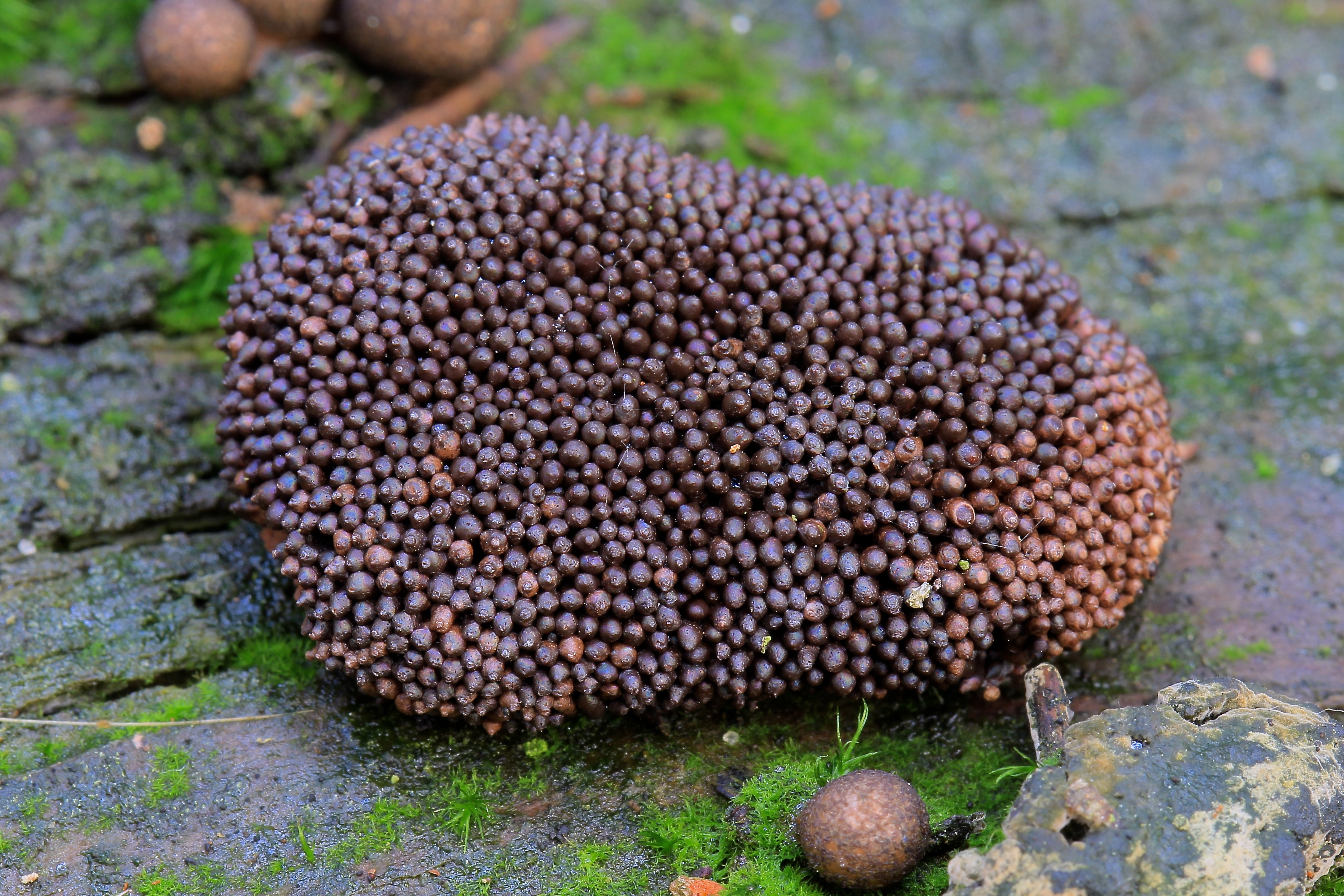
Starsze owocniki zlepniczka walcowatego

Zlepniczek walcowaty (Tubifera ferruginosa (Batsch) J.F. Gmel.) – gatunek śluzowca.

## Systematyka i nazewnictwo
Pozycja w klasyfikacji: Tubiferaceae, Liceida, Incertae sedis, Myxogastrea, Mycetozoa, Amoebozoa, Protozoa  (według Index Fungorum).
Niektóre synonimy naukowe: 

- Licea cylindrica (Bull.) Fr.
- Licea fragiformis (Bull.) Nees,
- Lycoperdon ferruginosum (Batsch) Timm
- Sphaerocarpus cylindricus Bull.
- Sphaerocarpus fragiformis Bull.
- Stemonitis ferruginosa Batsch
- Tubifera cylindrica (Bull.) J.F. Gmel.
- Tubifera fragiformis (Bull.) J.F. Gmel.
- Tubulina cylindrica (Bull.) DC.
- Tubulina fragiformis (Bull.) Pers.

## Morfologia
Pojedynczy owocnik ma wysokość 3-5 mm i szerokość do 5 mm. Owocniki występują gromadnie, stłoczone, tworząc pakiet o długości czasami przekraczającej 15 cm. Początkowo mają pomarańczowy lub czerwonawy kolor, z wiekiem stają się  fioletowe, w końcu brunatne. Mają galaretowatą konsystencję. Młody pakiet owocników przypomina wyglądem owoce maliny. Owocniki rozwijają się od czerwca do listopada

## Tryb życia
Występuje na zmurszałych pniach drzew, na mszakach, wątrobowcach, nie tworzy jednak jak grzyby strzępek wnikających w głąb, lecz rozwija się na powierzchni substratu. Podobnie jak inne śluzowce, żywi się bakteriami, zarodnikami grzybów, rozmaitymi mikroorganizmami i materią organiczną. Często wytwarza przetrwalniki. 

## Znaczenie
Saprotrof, jest niejadalny.